# 4628 Laplace
4628 Laplace este un asteroid din centura principală, descoperit pe 7 septembrie 1986 de Eric Elst.